# Glenochrysa conradina
Glenochrysa conradina är en insektsart som först beskrevs av Longinos Navás 1910. 
Glenochrysa conradina ingår i släktet Glenochrysa och familjen guldögonsländor. Inga underarter finns listade i Catalogue of Life.